# قتل النساء

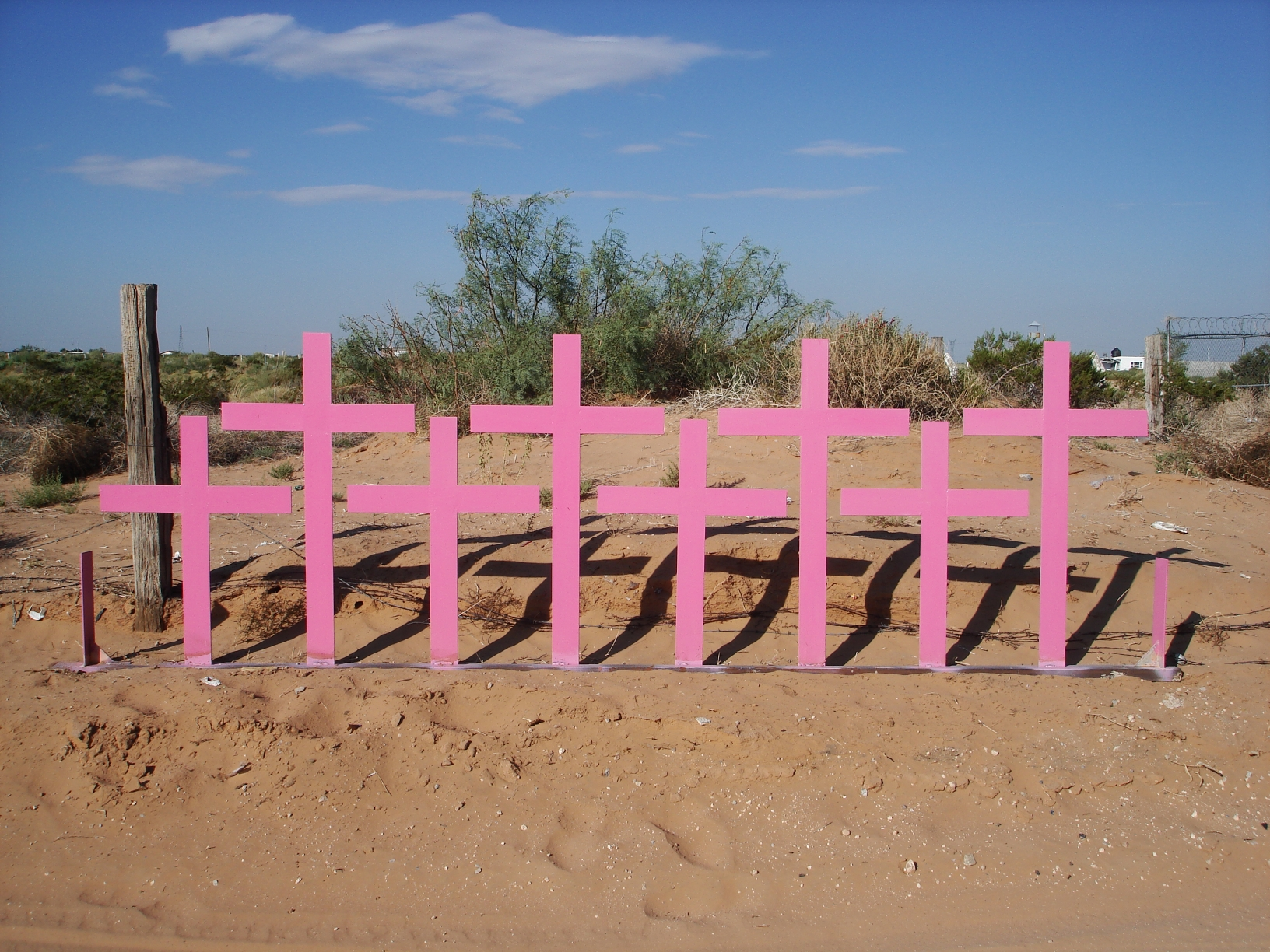

قتل النساء إن قتل النساء هو تعبير جديد يوصف حالات القتل العمد والمقصود، أو القتل الخطأ للنساء حيث يقوم شخصًا ما بقتل أمرأة لأسباب قائمة على نوع الجنس، ولكن تختلف التعاريف باختلاف السياق الثقافي. إن الكاتبة الأفريقية «ديانا راسيل» هي واحدة من الرواد الأوائل لهذا المصطلح وغيرها من النساء أيضَا يرون أن الرجل يقتل المرأة فقط لكونها أمراة. وأثبتت بعض الأبحاث أن أكثر من 80٪ من جميع حالات قتل النساء تحدث عن طريق الرجال.
ويتم تعريف مصطلح قتل النساء أيضًا بإنه أي شكل من أشكال العنف المنظم الذي يُمارس ضد المرأة، من أجل أخضاعها دائمًا إلى التعبية وتهمييش دورها والقضاء على هويتها سواء من خلال الإخضاع الجسدي أو النفسي حتى يصل الأمر إلى العبودية أو الموت  وبالطبع هذا بالإضافة إلى تعريف العنف القائم على نوع الجنس.

## أصل ومعنى وانتشار المصطلح
في عام 1801 تم ذكر مصطلح قتل النساء لأول مرة في كتاب ساخر بإنجلترا؛ يحكي عن مقتل أمرأة أثر تعرضها للاغتصاب مما جعلها تفقد عذريتها وتمت مقارنة هذا التصرف بأنه يعد قتل للمرأة لكن دون الإشارة إلى العنف ضد المرأة كدافع لهذا الموقف. وبعد ذلك انتشر مصطلح قتل النساء وأصبح يستخدمه الكثير من الفئات للتعبير عن مثل هذه الحالات. وتشير مصادر قضائية أن قتل النساء أصبح جريمة يعاقب عليها القانون في عام 1848 في بريطانيا.
كما جاء أول ذكر لهذا المصطلح بمعناه الحديث في عام 1990 وهو "قتل المرأة على يد رجل ما لأسباب الكراهية، أو الاحتقار، أو المتعة، أو الرغبة في امتلاك المرأة" من خلال استاذة الدراسات الثقافية الأمريكية "جاني كابوتي" والكاتبة الأفريقية "ديانا راسيل" التي استخدمت هذا المصطلح مع المؤلف "جيل رادفورد" في كتابهم "سياسية قتل المرأة". وأعربت "ديانا راسيل في كتابها عن العنف الشديد الممارس من قبل الرجل ضد المرأة ويحدث هذا نتيجة لممارسات الكراهية ضد النساء أو الميسوجينية.

## ظاهرة قتل النساء
انتشرت حالات قتل النساء في العديد من البلدان الأوروبية خاصة في أمريكا الوسطى والجنوب.

### أوروبا
وفقًا لمنظمة الصحة العالمية فإن معدل ضحايا القتل وإلحاق الضرر للنساء انخفض ابتداءً من عام 1970، وقد تم ملاحظة هذا الانخفاض في معظم البلدان الأوروبية ولكن في الوقت نفسه كانت تحدث العديد من الحالات الاستثنائية، أي أنه كان يحدث حالات قتل للنساء ولكن بمعدل منخفض مقارنة بالسابق.
في 11 مايو 2011 قام أعضاء مجلس أوروبا بتوقيع اتفاقية في إسطنبول بشأن منع ومكافحة العنف ضد المرأة والعنف المنزلي أيضًا. وتعد اتفاقية المجلس الأوروبي حول منع ومحاربة العنف ضد المرأة بأنها أول اتفاقية أوروبية مخصصة تحديداً للتعامل مع العنف ضد النساء. وبدخول الاتفاقية حيز النفاذ عام 2014، أصبحت وثيقة ملزمة قانوناً على الدول الأعضاء الذين يطلب منهم تسريع تدابير المنع لحماية النساء والفتيات المتأثرات بممارسة تشويه الأعضاء التناسلية للأنثى وتقديم الدعم لهن أو حماية الفتيات والنساء المعرضات لخطر تلك الممارسة.
وبهذه المناسبة، قال «مايكل بوتشنيك» مدير برنامج القانون والسياسة في منظمة العفو الدولية: إن «العديد من النساء والفتيات يُضربن ويُغتصبن ويتعرضن للتحرش أو لتشويه أعضائهن التناسلية الأنثوية، ويعانين بصمت، بسبب حرمانهن من وسيلة للتخلص من أوضاع يشعرن بأنها ميؤوس منها. ويتعين على أوروبا أن تفيق لترى هذه الحقيقة.» كما أضاف أيضًا: «فها هي اتفاقية إسطنبول توفر لهن أداة قوية للتعامل الشامل مع هذا الانتهاك الواسع النطاق لحقوق الإنسان، الذي يلحق الخراب يحياة ملايين النساء بشكل يومي في أوروبا. ويتعين على الحكومات في مختلف أرجاء أوروبا وآسيا الوسطى الآن أن تظهر أن لديها الإرادة السياسية، وأن تترجم الاتفاقية إلى تدابير ملموسة.» 
قامت 32 دولة بالتوقيع على هذه الاتفاقية وقد أصبحت تركيا البلد الأول الذي يصدق على هذه الاتفاقية في 12 مارس 2012 وتليها البلدان التالية في عام 2015: ألبانيا، والبرتغال، ومولدوفيا، وإيطاليا، والبوسنة والهرسك، والنمسا، وصربيا، وأندورا، والدنمارك، وفرنسا، وفنلندا، وإسبانيا، والسويد.

### بريطانيا
ولم تخلو بريطانيا أيضًا من حالات العنف ضد المرأة والقتل. وقالت الدكتورة «رشيدة مانجو» المقررة الخاص للأمم المتحدة لمكافحة العنف ضد المرأة إن الأمم المتحدة تعطي اهتمامًا كبيرًا لهذا الموضوع، وأضافت أن الدول هي المسؤول الأكبر عن حماية المرأة ووقف العنف ضدها وحمايتها من التعرض لمثل هذه الممارسات.

### الولايات المتحدة
يعتبر قتل النساء في الولايات المتحدة مسؤولا عن مقتل 4 نساء يوميا. وهو السبب الرئيس المؤدي لوفاة النساء الأمريكيات الإفريقيات ما بين أعمار 15 – 24 عاما، وعن وفاة النساء أثناء عملهن. تتراوح معدلات قتل النساء في الولايات المتحدة، منذ سبعينات القرن العشرين، ما بين 3.8 – 4.5 حالة وفاة لكل ما يقل عم 100 ألف امرأة. يعتبر الانتهاك الجسدي واحدا من أكبر العلامات الدالة على قتل النساء في الولايات المتحدة، وهو ما وجد في 79% من إجمالي حالات قتل النساء في نورث كارولينا. كما أن لإتاحة الأسلحة في الولايات المتحدة تأثير حقيقي على قتل النساء، ويرتبط بنسبة 67.9% من حالات الوفاة في دراسة أجرتها كارين ستوت. كما وُجد أن العيش في الأحياء ذات الفقر المتزايد، والمغايرة عرقيا، وذات الفعالية الجماعية المنخفضة (أي التماسك الاجتماعي بين الجيران) كان مرتبطا بزيادة معدلات قتل النساء في تلك المناطق. تختلف معدلات قتل النساء في جميع أنحاء البلاد، وقد كان المعدل الأعلى في عام 1985 بألاباما، والأدنى كان في أيوا. ومن ناحية جغرافية، فإن أعلى معدل لقتل النساء يقع في المناطق الجنوب شرقية والجنوب غربية من البلد. وغالبا ما يكون من يرتكبون جرائم قتل النساء أزواج المرأة القتيلة، ويليهم في ذلك الأخلاَّء والعشاق الذكور. كما يميلون إلى أن يكونوا من نفس عرق الضحية، لكنهم يكبرونهن سنًا في العموم. ترتكب هذه الجريمة في الغالب بأسلحة نارية، يليها استخدام السكاكين والضرب. ينظر النسويون إلى السلوك الأمريكي تجاه الحب كواحد من أسباب حدوث جرائم قتل النساء في علاقة شراكة حميمية. تقول النسوية هيلديغارد بيبلاو أن الأمريكيين عاطفيون تجاه الحب وأنهم يقللون من أهمية القوى الثقافية التي تحدد من عليك أن تحب وتحدد ديناميكية الحب. وتعتقد أن الولايات المتحدة تتجاهل بشكل كبير ديناميكية القوة في العلاقة، وكيف أن تلك القوة تذهب إلى الذكر. وبسبب هذه القيم الأبوية في هذه الأمة، فإن تنظيم الإناث من قبل الذكور مسموح به ثقافيا داخل المجال الخاص والعام للمنزل. وفي الحقيقة، فإن المنزل وحده واحد من أخطر المناطق على المرأة في حالات قتل النساء. تتم إعاقة الإبلاغ ضحايا قتل النساء في الولايات المتحدة بسبب افتراض أن الضحايا الإناث لسن حالة خاصة، بل مدفوعات بحساسيتهم وسلبيتهن.

### أمريكا اللاتينية
يعتبر النسويون من أمريكا اللاتينية أول من تبنوا مصطلح قتل النساء Femicide، للإشارة إلى جرائم قتل الإناث في خواريز بالمكسيك. ألهم هذا الاستخدام للمصطلح النسويين في أمريكا اللاتينية لتنظيم جماعات مناهضة لقتل النساء لمحاولة تحدي هذا الظلم الاجتماعي تجاه النساء. بدأ استخدام مصطلح قتل النساء، وكذلك تأسيس المنظمات النسوية المناهضة لقتل النساء، من المكسيك وامتد إلى دول أمريكية لاتينية أخرى مثل غواتيمالا. وفقا لجوليا إستيلا موناريز-فراغوسو من كلية الحد الشمالي، فعادة ما تلام الضحايا على التأخر أو التواجد في مناطق «مشكوك فيها» مثل الملاهي الليلية وأندية الرقص. ومنذ عام 2000، قُتلت 5000 امرأة وفتاة بوحشية في غواتيمالا. يظهر سجل غواتيمالا التاريخي تاريخا عريضا من تقبل العنف الجنسي ودور الحكومة العسكرية والقضاء في تسوية كراهية النساء.[45] في تقرير عن انتهاكات حقوق المرأة في غواتيمالا، والذي صدر عن لجنة الأمم المتحدة لحقوق الإنسان، فإن فشل الدولة في فرض القانون لحماية النساء من القتل يعتبر إشكالية كبيرة. يجادل التقرير بأن فرض القوانين ضد قتل النساء يملك أولوية منخفضة لدى حكومة الدولة بسبب المعتقدات الأبوية والافتراضات حول دور المرأة في المجتمع.
يجادل العديد من النشطاء، مثل موناريز، بأن هناك علاقات تربط بين قتل النساء والسياسات النيوليبرالية، وبالتحديد اتفاقية التجارة الحرة الشمال أمريكية (NAFTA). ويعتقدون بأن المعاهدة تسببت في فتح حدود التجارة وزيادة الاستثمار الأجنبي، وهو ما تسبب في زيادة الاستثمار الأجنبي في التصنيع قليل التكلفة للملابس في مصانع التجميع (الماكويلادوراس).
```
وقد لوحظ أن هناك العديد من النساء القتيلات في خواريز كن أمهات صغيرات هاجرن إلى تلك المنطقة للبحث عن وظيفة في الماكويلادوراس.
[
21
]
 وبذلك أصبحن أهدافا سهلة لكونهن منفصلات عن عائلاتهن، كما أنهن يسافرن بمفردهن إلى موطنهن. حاولت الحلول السياسية في أمريكا الوسطى أن تجعل عمليات النقل أكثر أمانا. يشير مختصون آخرون، مثل إتالورد، إلى أن اللوم يقع على الشركات، وذلك، وفقا لما صرح به، بناء على مفاهيم ومذاهب الإهمال الملتوي، والفشل في الحماية والمساعدة، والتحريض.
[
23
]
 يخمن بعض المختصين الآخرين، مثل المؤرخ ستفين فولك وماريان شلوتربيك، أنه ربما يتواجد رد فعل ذكوري عنيف خلف تلك الجرائم، وأن الغرور لدى الذكر أو الأب، أو حتى الخليل، لابد وأنه يعاني من بعض الانكماش من هذا التغير الدراماتيكي في النفوذ الاقتصادي لتلك النسوة الشابات.
[
24
]
[
25
]
```

طلبت المحكمة العليا المكسيكية في عام 2015 من الشرطة إعادة فتح التحريات في قضية قتل من زاوية قتل النساء.
أصبح قتل النساء في كولومبيا مشكلة خطيرة، فيقال أن امرأة واحدة تقتل كل يومين. في عام 2014، كانت الكثير من النساء ضحايا للهجمات بالحمض، وقد ماتت 871 امرأة بسبب هذه الهجمات، وفي أول أشهر عام 2015، ماتت 671 امرأة. وبين شهري يناير وأكتوبر 2015، تعرضت 14021 امرأة للعنف المنزلي وللحوادث الوحشية، وكانت 10272 من هذه النساء تحت سن الرابعة عشرة. تعتبر مدينة كالي بكولومبيا واحدة من أخطر المدن في العالم، ففي 2013، ذكرت التقارير أنها صاحبة أعلى معدل لقتل النساء في كولومبيا. وقد ذكرت التقارير أن 144 حالة وقعت في كالي في 2013، وهو رقم كبير بشكل بارز عن المدن الكولومبية الكبيرة الأخرى. في السادس من يوليو 2015، أقرت كولومبيا قانونا جديد ينص على أن قتل النساء يعتبر جريمة يعاقب عليها بالسجن ما بين 20 إلى 50 عاما. وقد اتبعت كولومبيا 16 دولة أمريكية لاتينية أخرى أقرت قوانينا تعرف وتعاقب قتل النساء كجريمة مميزة. وهناك قانون جديد يفرض عقوبات أقسى في حالة الهجمات بالحمض في كولومبيا. ويعتبر القانون الجديد هجمات الحمض كجريمة مميزة ويزيد العقاب بالسجن عليها إلى حد أعلى 50 عاما للجرمين المدانين. كما أن القانون يهدف إلى توفير رعاية طبية أفضل للضحايا، بما في ذلك الجراحات التجميلية والعلاج النفسي.